# Hrad Vallis
Hrad Vallis é um antigo vale fluvial no quadrângulo de Cebrenia em Marte, localizado a 38.7° latitude norte e 224.7° longitude oeste. Sua extensão é de 825 km e seu nome veio da palavra "Marte" em armênio.

## Interações entre gelo e vulcões
Acredita-se que grandes quantidades de gelo estejam presentes sob a superfície de Marte.  Alguns canais se encontram debaixo de regiões vulcânicas.  Quando a rocha derretida do subsolo se aproxima do gelo, grandes quantidades de água líquida e barro podem se formar.  Hrad Valles no quadrângulo de Cebrenia se situa próximo a Elysium Mons, um grande vulcão, e pode ter suprido água para criar o canal.

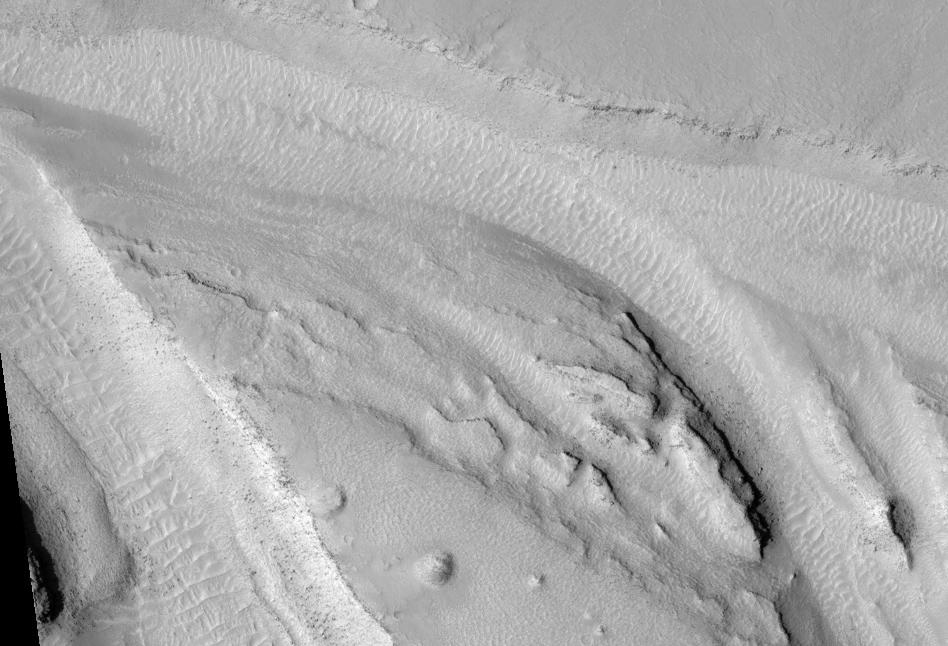
Ilhas alinhadas com as marcas de fluxo em Hrad Vallis, visto pela HiRISE.